# تشارلز بيكر (لاعب كرة قدم أمريكية)
تشارلز بيكر (بالإنجليزية: Charles Baker)‏ هو لاعب كرة قدم أمريكية أمريكي، ولد في 26 سبتمبر 1957 في ماونت بليزانت في الولايات المتحدة.

## وصلات خارجية
- تشارلز بيكر على موقع مرجع كرة القدم المحترفة.كوم (الإنجليزية)